# Вальдарачас
Вальдарачас (ісп. Valdarachas) — муніципалітет в Іспанії, у складі автономної спільноти Кастилія-Ла-Манча, у провінції Гвадалахара. Населення — 40 осіб (2010).
Муніципалітет розташований на відстані близько 50 км на схід від Мадрида, 13 км на південь від Гвадалахари.

## Демографія
Динаміка населення (INE ):